# Fejervarya moodiei
Fejervarya moodiei är en groddjursart som först beskrevs av Taylor 1920.  Fejervarya moodiei ingår i släktet Fejervarya och familjen Dicroglossidae. IUCN kategoriserar arten globalt som otillräckligt studerad. Inga underarter finns listade i Catalogue of Life.